# Semiliquidambar
Semiliquidambar es un género con 3 especies aceptadas, de los 9 taxones descritos, de plantas fanerógamas perteneciente a la familia Altingiaceae.
- Nota: Es un género considerado de origen híbrido entre por lo menos dos especies de Liquidambar (L. formosana y  L. acalycina),[2] y no es aceptado por el APG[3]

## Descripción
Árboles monoicos de hoja caduca o perenne, de hasta 30 m de altura. Hojas pecioladas concentradas en el ápice de las ramas, con estipulas lineales, caducas; limbo generalmente ovado o elíptico entero o tri-lóbulado y nerviado, coriáceo, de margen glandular-aserrado. Inflorescencias masculinas en conos terminales. Inflorescencias femeninas en capítulos solitarios en las axilas foliares y con un largo pedúnculo. Sépalos y pétalos ausentes. Las flores masculinas tienen numerosos estambre con filamentos muy cortos. Las flores femeninas con estaminodios  lineales, cortos, persistentes o ausentes. Ovario semi-inferior con muchos óvulos, axilar, de estilos oblicuos, generalmente doblados hacia fuera y estigmas papilosos. Infrutescencias semiglobosas con la base truncada. Cápsulas leñosas, dehiscentes por dos válvulas bilóbuladas y con los estilos persistentes. Muchas semillas, diminutas, angulares, la mayoría de ellas estériles.

## Taxonomía
El género fue descrita por  Ho-tseng Chang, y publicado en Acta Scientiarum Naturalium Universitatis Sunyatseni 1962(1): 35. 1962.
Etimología
Semiliquidambar: nombre genérico compuesto que significa "casi Liquidambar".

## Especies
- Semiliquidambar cathayensis Hung T.Chang
- Semiliquidambar caudata Hung T.Chang
- Semiliquidambar chingii (F.P.Metcalf) Hung T. Chang